# Verești
Verești es una comuna ubicada en el distrito de Suceava, Rumania.

## Superficie
Posee una superficie de 39,86 kilómetros cuadrados.

## Demografía
Hasta 2021 la población era de 6343 habitantes, con una densidad de población de 159,1 habitantes por kilómetro cuadrado.